# Austin Mahone
Austin Harris Mahone (San Antonio, 4 april 1996) is een Amerikaans singer-songwriter. Hij is vooral bekend van zijn nummers Mmm Yeah en What About Love.

## Jeugdjaren
Mahone werd geboren in Texas. Zijn vader overleed toen hij 1,5 jaar oud was, en hij werd opgevoed door zijn alleenstaande moeder, Michelle Mahone. Hij volgde zijn schoolopleiding aan de Lady Bird Johnson High School.
Begin 2010 begon hij met het uploaden van YouTube-filmpjes, samen met zijn vriend Alex Constancio. In januari 2011 uploadde hij zijn eerste videoclip en begon hij online een reputatie en een grote groep fans op te bouwen. In oktober 2011 plaatste hij een video van een coverversie van Justin Bieber's "Mistletoe". Op 28 augustus 2012 kondigde hij aan dat hij een contract had ondertekend met het platenlabel Chase/Universal Republic Records. De eerste single van Mahone was "11:11 (make a wish)". Op 5 juni 2012 volgde zijn tweede single, "Say Somethin".
Mahone werd uitgekozen als een van de openingacts van de Red Tour van Taylor Swift. Verder was hij te zien in reclamespotjes van McDonald's en Hot Nuts (een Mexicaanse snack) en had hij diverse gastrollen voor televisieseries.

## Discografie
Studioalbums
- Dirty Work - The Album (2017)

Extended plays
- Austin Mahone (2013)
- The Secret (2014)
- Oxygen (2018)

Mixtapes
- This Is Not The Album (2015)
- ForMe+You (2016)

## Filmografie
|      | Jaar          | Titel                  | Rol                        | Opmerkingen |
| 2013 | Big Time Rush | Zichzelf               | "Big Time Dreams" (S04E12) |             |
| 2013 | AwesomenessTV | Zichzelf / Presentator | "Us & Jan" (S01E17)        |             |
| 2014 | The Millers   | Young Adam             | "Bahama Mama" (S01E16)     |             |

## Prijzen en nominaties
| Jaar | Prijs                               | Categorie                                | Gericht aan       | Resultaat     |
| ---- | ----------------------------------- | ---------------------------------------- | ----------------- | ------------- |
| 2013 | MTV Video Music Awards              | Artist To Watch                          | "What About Love" | Gewonnen      |
| 2013 | MTV Europe Music Awards             | Push Artist                              | Zichzelf          | Gewonnen      |
| 2013 | MTV Europe Music Awards             | Artist On The Rise                       | Zichzelf          | Gewonnen      |
| 2013 | Billboard Readers Poll Music Awards | Beste nieuwkomer                         | Zichzelf          | Gewonnen      |
| 2014 | People's Choice Awards              | Favorite Breakout Artist                 | Zichzelf          | Gewonnen      |
| 2014 | Radio Disney Music Awards           | Beste mannelijke artiest                 | Zichzelf          | In afwachting |
| 2014 | Radio Disney Music Awards           | Best Crush Song                          | "What About Love" | In afwachting |
| 2014 | Radio Disney Music Awards           | Radio Disney's "Most Talked About Artist | Zichzelf          | In afwachting |
| 2014 | Radio Disney Music Awards           | Artist with the Best Style               | Zichzelf          | In afwachting |